# 香港式ミルクティー

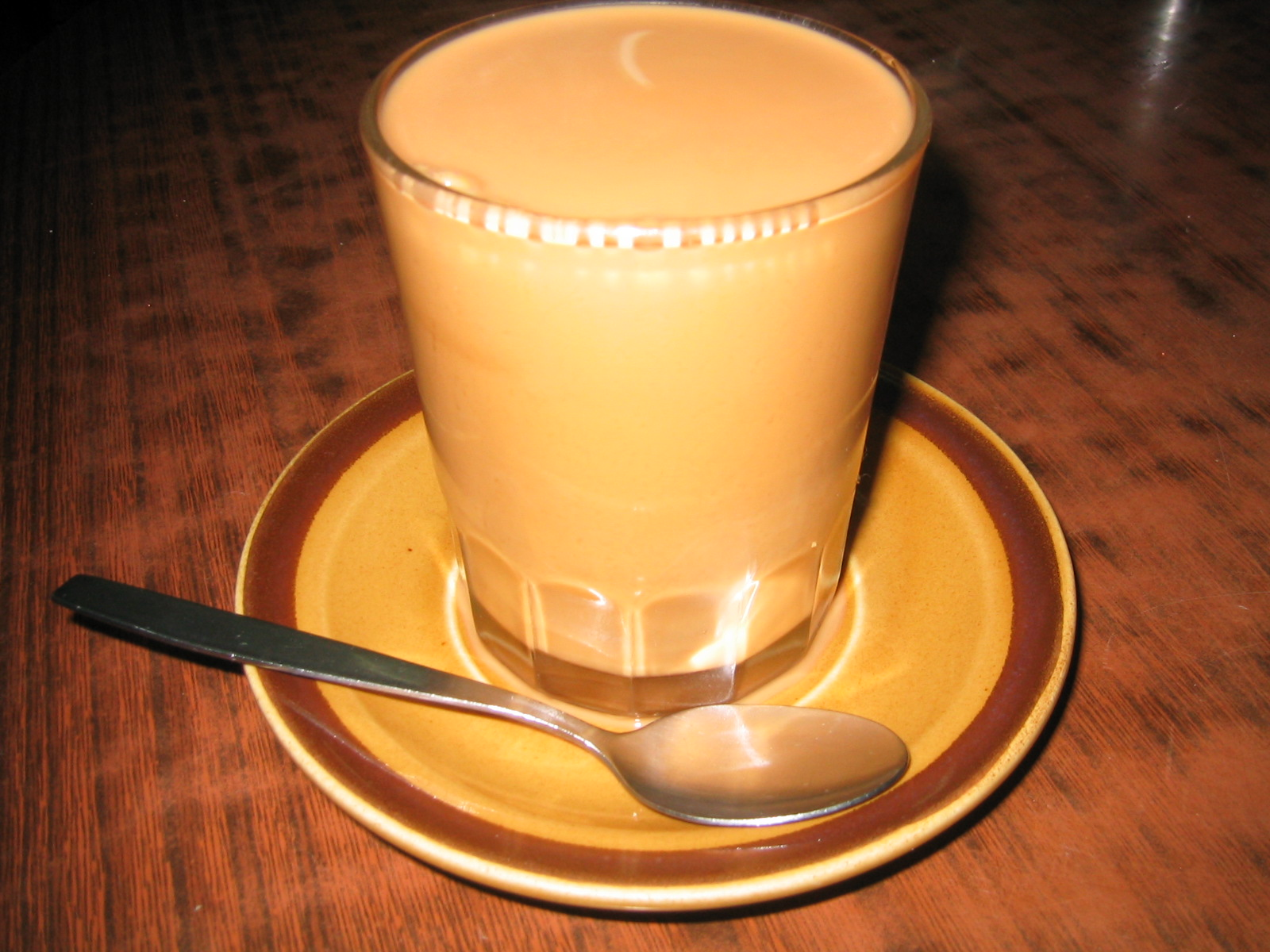
香港式ミルクティー

香港式ミルクティー（ホンコンしきミルクティー、広東語: 港式奶茶 コンセックナイツァー、大排檔奶茶 タイパイトンナイツァー、絲襪奶茶 シーマックナイツァー）は、濃い目に淹れた紅茶にエバミルクを加えて風味をつけた飲み物。

## 概要
イギリスや日本のミルクティーと異なり、淹れた紅茶にエバミルクが混ぜられた状態で客に出されるものである。風味も異なり、濃く淹れるため、香りが高く、若干の渋みも伴うが、これをエバミルクでカバーして、濃厚さに変えている。牛乳由来の成分の比率が高いため、風味はロイヤルミルクティーに近い。砂糖は客が好みの量を加えて調整するが、テイクアウトの場合は砂糖も混ぜられているのが普通である。
通常、数種の茶葉をブレンドし、大きなポットで数杯分ないし10数杯分をまとめて抽出し、木綿の濾過袋でこして作られる。
香港及びその周辺地区において、茶餐廳（チャーチャーンテーン）と呼ばれる喫茶レストランなどの大衆的な飲食店で広く供され、喫茶文化の一部となっている。このような店では、割れにくい厚手のコーヒーカップか、ガラスまたはプラスチックのコップに入れて出されることが多い。
なお、香港でも、高級ホテルや西洋料理のレストランでミルクティーを注文すると、一人用のティーポットに茶葉を入れ、牛乳またはエバミルクを別に添えた形式で出されるので、香港式ミルクティーとは区別が必要である。

## 歴史
香港のイギリス植民地時代を起源とする。
イギリスにおいて一般的な、紅茶に牛乳と砂糖を加えてのむミルクティーは、アフタヌーンティーの習慣とともに、清末に広州や香港に進出したイギリス人によって持ち込まれた。ミルクを加える習慣がない中国茶に対して、「奶茶」（ナイチャー）と呼んで区別した。当時、広東省周辺には乳牛はおらず、用いられたのは農耕に用いられていた水牛の乳であった。広州南郊の沙湾鎮や順徳鎮が、広州で消費される水牛乳の生産地となり、また、牛乳プリン、生姜牛乳プリン、大良牛乳などの独特の食品も作られるようになった。
香港においても植民地化にともなうイギリス人の居住とともにミルクティーを飲む習慣は持ち込まれたが、地元に牧場がない香港では、新鮮な水牛乳も得ることが困難であった。このため、1856年に発明されたコンデンスミルク（加糖練乳）や、1885年に発明されたエバミルク（無糖練乳）が、保存性がある缶詰の形で代用にされ、新鮮な乳を用いるミルクティーよりも一般的となった。
当初、ミルクティーは、ホテルや西洋料理のレストランで出される高価な飲み物であり、一般の中国人とは無縁の存在であった。しかし、20世紀になり、西洋料理が大衆化してゆくのと、広東語で「冰室」（ベンサッ）と呼ばれる喫茶店や茶餐廳が登場して、加糖練乳を加えたミルクティーを出すようになり、さらに第二次世界大戦後、大牌檔とよばれる半固定屋台の飲食店でも出すようになると、一般の中国人にもミルクティーを飲む習慣が徐々に広まった。なかでも、香港島中環にある茶餐廳の蘭芳園が、布の濾過袋を用いて淹れた濃厚なミルクティーは評判となり、この手法を真似て出す店が増え、他の地域とは異なる、特徴のある飲み物となった。その後、嗜好の変化から、加糖練乳に代わって無糖のエバミルクが主流となり、好みの量の砂糖を加えて甘さを調整できるようになった。

## 作り方
香港式ミルクティーは、産地や形状が異なる数種の紅茶の茶葉をブレンドして、淹れられることが多い。通常、配合は企業秘密であるが、スリランカ産のセイロンティー（ウバなど）を含む、ブロークン・オレンジ・ペコーの茶葉が主で、濃厚さを出すために、プーアル茶も少量ブレンドされることが少なくない。
客を待たせず、回転を早く出すために、通常は大きなポットに茶葉を入れ、数杯分から10数杯分をまとめて作り、ポットを火にかけることも行われる。

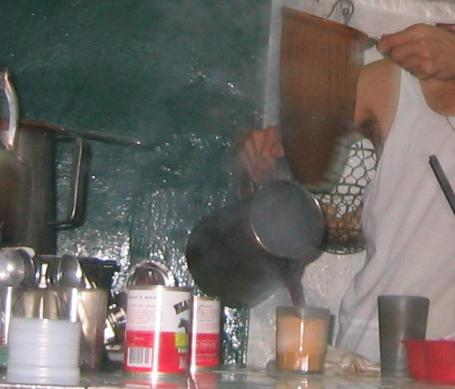
「ストッキング」と呼ばれる濾過袋でこす

早く、濃く出すのに適したブロークン・オレンジ・ペコーの茶葉をきれいにこすために、木綿の濾過袋が用いられることが多い。これは、香港島中環にある蘭芳園という茶餐廳が取り入れた方式といわれ、見た目がシルクのストッキング（広東語で「絲襪」シーマッ）に似ているため、これでこしたミルクティーは「絲襪奶茶」（粤拼: si1mat6 naai3cha4, IPA: [si˥˧mɐt̚˨ nɑːi˨˧tsʰɑː˨˩], 拼音: sīwà nǎichá）と呼ばれる。この呼び名は、香港の俗語であって、香港以外の大陸本土や華僑の間ではそれほど知られていない。なお、濾過袋は、使用前は白いが、紅茶を出す過程で、茶色く染められてゆく。
濾過が済んだ紅茶は、ポットに入れ、客の注文が入るのを待つ。注文があれば、カップまたはコップに紅茶を注ぎ、さらにエバミルクをたっぷり入れて、出される。
エバミルクのブランドとして、オランダ・フリースランドフーズ（Friesland Foods）のブラック・アンド・ホワイト（黑白牌）や、ネスレのカーネーション（三花牌）のものがよく用いられる。エバミルクもメーカーによって成分や風味に違いがあるため、こだわりのある店では「ブラック・アンド・ホワイト・エバミルク入りセイロンティー」などと材料をアピールしている場合もある。
正統派の香港式ミルクティーを語る際に、エバミルクを先に入れるべきか、紅茶を先に入れるべきかの議論がなされることがある。どちらの方法にも利点、欠点が挙げられるため、なかなか結論が出ない。ただ、実際の茶餐廳ではエバミルクを入れてから紅茶を入れる方法が多く用いられてきた。この方法だと、摂氏80～90度にもなる紅茶を注いだ時に、コップが割れるのを防げ、また、よく混ぜることができると言われる。同様に、テイクアウト用に砂糖を加える場合も、最後に紅茶を入れると混ぜる手間が軽くて済む。

## 文化
ミルクティーは、多くの香港人の日常生活の一部であり、大衆の中に普及している。
特に茶餐廳の洋風朝食で目玉焼き、スープマカロニ、パイナップルパンなどとセットで出される事が多い。

## 評価基準
香港人が香港式ミルクティーの評価に用いる重要な基準は、味わいよりも、香りと滑らかさである。実際に「香滑」（ヒョンワーッ）という形容詞が、おいしいミルクティーという意味でよく用いられる。この内、特に滑らかさが重視される傾向にあり、言い換えれば、香港人が満足する香港式ミルクティーはクリーミーでなければならない。この滑らかさをもたらすのは、エバミルクであり、それ自身の味と加える量が香港式ミルクティーにとっては非常に重要なポイントとなる。このため、使用するエバミルクのブランドにもこだわる人が多く、量も飲み終えたカップの内側に白い乳脂肪が残るぐらいに濃厚に用いると評価が高い傾向にある。

## バリエーション

### 茶走
茶走（チャーザウ、粤拼: cha4jau2, IPA:[tsʰɑː˨˩ tsɐʊ˧˥], 拼音: cházǒu）は、エバミルクと砂糖を加える代わりに、加糖練乳（コンデンスミルク）を加えた、香港式ミルクティーである。ベトナムコーヒーと類似した飲み方であるが、当初は、無糖のエバミルクではなく、より保存性がよい加糖練乳が用いられていた。
味は、当然エバミルクだけを入れたものよりも甘く、砂糖とエバミルクを加えたものと比べても、甘めであることが多い。かつて、飲み物の種類が今のように豊富になる前には、多くの人がこの甘さを好んで飲んでいた。現在、茶走を好んで飲む人は、昔から親しんでいる年配の人々であることが多い。

### アイスミルクティー
亜熱帯の香港では、アイスミルクティーも人気が高い。現在の香港のアイスミルクティーは、クラッシュアイスとともに出されることが普通で、冷やす手間が増えるアイスミルクティーは、ホットよりも2～3香港ドルほど高いのが通例である。
かつて、氷が今ほど簡単に得られなかった時代には、コップに注いだミルクティーを冷蔵庫に入れて冷やしておくことも行われていた。また、コップではなく、豆乳のビタソイ (Vitasoy) やコカ・コーラのガラス瓶に店で詰めて、冷やして売った時代もあった。今日、このような瓶入りミルクティーはほとんど見かけない。
濃厚なミルクティーが好まれる香港では、クラッシュアイスを入れると、溶けて味が薄くなる嫌いがある。このため、古い手法である、コップで冷やした、氷抜きのアイスミルクティーの方が味の上で好まれ、一部の茶餐廳では、このタイプのものを売り物にしていることがある。

### 鴛鴦茶
香港式ミルクティーにコーヒーを加えると鴛鴦茶(えんようちゃ)となる。香港式ミルクティー以上に、香港独特の飲み物である。
なお、香港には、コーヒーにも、木綿の濾過袋でこした「ストッキング・コーヒー」（絲襪咖啡、シーマッ・ガーフェー）と呼ばれるものもある。

### テーC
シンガポールのエバミルク入りミルクティー。テーは「茶」の福建語または潮州語読みで、Cは、ネスレのカーネーションブランドのエバミルクを意味する略語。香港では、たとえネスレのエバミルクを用いてもこの呼び方はしない。

### タピオカパール入りミルクティー
中国語で「珍珠奶茶（zhēnzhū nǎichá）」、「波霸奶茶（bōbà nǎichá）」などと呼ばれるタピオカパール入りミルクティー（タピオカティー）は、台湾発祥で、アジアを中心に各地に広がりつつあるが、通常の牛乳を加える作り方でなく、エバミルクを用いて作られる場合がある。

## 関連商品
- 香港茶餐廳（香港カフェ） - 香港で商品化され、2006年11月に童友社からも発売されたミニチュア食品模型のコレクション全10種の内の一つに、香港式ミルクティーの抽出に使う網付きポットがある。